# قائمة محافظي كفر الشيخ

علم المحافظة

قائمة بمن تولوا منصب المحافظ في محافظة كفر الشيخ في مصر منذ عام 1960 منذ إصدار قانون الإدارة المحلية، وهو أعلى سُلطة حكومية في المحافظة. ويُعين المحافظ رئيس جمهورية مصر العربية، ويعد ممثل رئيس الجمهورية في المحافظة. وله الحق في تعيين رؤساء المدن والمراكز.

## القائمة
| ترتيب | صورة | الاسم                    | بداية الفترة   | نهاية الفترة   | مدة المنصب      | ملاحظات                                                                                                   |
| ----- | ---- | ------------------------ | -------------- | -------------- | --------------- | --- |
| 1     |      | أحمد حمدي عبيد           | 10 سبتمبر 1960 | 1 أكتوبر 1965  | 5 سنة، 21 يوماً  | |
| 2     |      | محمود جمال الدين حماد    | 14 أكتوبر 1965 | 31 أغسطس 1967  | 1 سنة، 321 يوماً | |
| 3     |      | إبراهيم مصطفى بغدادي     | 31 أغسطس 1967  | 18 مارس 1971   | 3 سنة، 291 يوماً | |
| 4     |      | محمد مبارك رفاعي         | 18 مارس 1971   | 20 أكتوبر 1971 | 124 يوماً        | |
| 5     |      | حسين محمد الريحاني       | 21 أكتوبر 1971 | 16 نوفمبر 1976 | 5 سنة، 242 يوماً | |
| 6     |      | محي الدين أبو شادي       | 16 نوفمبر 1976 | 29 نوفمبر 1978 | 2 سنة، 12 يوماً  | |
| 7     |      | محمد فتح الله سلامة      | 29 نوفمبر 1978 | 14 مايو 1980   | 1 سنة، 167 يوماً | |
| 8     |      | عبد الرشيد منصور         | 15 مايو 1980   | 21 سبتمبر 1981 | 1 سنة، 129 يوماً | |
| 9     |      | محمد ناجي شتلة           | 22 سبتمبر 1981 | 13 مارس 1983   | 1 سنة، 172 يوماً | |
| 10    |      | نبيل محمد حلاوة          | 13 مارس 1983   | 20 مارس 1991   | 8 سنة، 5 يوماً   | |
| 11    |      | ماهر محمد الجندي         | 20 مارس 1991   | 9 أكتوبر 1991  | 19 يوماً         | |
| 12    |      | محمد صبري مأمون القاضي   | 9 أكتوبر 1991  | 15 يناير 1996  | 4 سنة، 97 يوماً  | |
| 13    |      | محمود أبو الليل راشد     | 16 يناير 1996  | 1 نوفمبر 1999  | 3 سنة، 289 يوماً | |
| 14    |      | حسين مصطفى حسين          | 1 نوفمبر 1999  | 17 يوليو 2001  | 1 سنة، 258 يوماً | |
| 15    |      | علي عبد الشكور عبد الله  | 17 يوليو 2001  | 15 نوفمبر 2002 | 121 يوماً        | |
| 16    |      | محمد نبيل بديني          | 15 ديسمبر 2002 | 14 يوليو 2004  | 1 سنة، 212 يوماً | |
| 17    |      | صلاح الدين مصطفى سلامة   | 15 يوليو 2004  | 16 أبريل 2008  | 3 سنة، 276 يوماً | |
| 18    |      | أحمد زكي محمد حسن عابدين | 17 أبريل 2008  | 30 يوليو 2012  | 4 سنة، 104 يوماً | |
| 19    |      | سعد عصمت محمد الحسيني    | 5 سبتمبر 2012  | 30 يونيو 2013  | 298 يوماً        | - استقال من منصبه. - تولى حافظ عيسوى القيام بأعمال المحافظ بالنيابة بإعتباره السكرتير العام بحسب القانون. |
| 20    |      | محمد عزت عبد الفتاح عجوة | 13 أغسطس 2013  | 6 فبراير 2015  | 1 سنة، 177 يوماً | |
| 21    |      | أسامة حمدي عبد الواحد    | 7 فبراير 2015  | 26 ديسمبر 2015 | 0 سنة، 322 يوماً | |
| 22    |      | السيد عبد النبي نصر      | 26 ديسمبر 2015 | 30 أغسطس 2018  | 2 سنة، 246 يوماً | |
| 23    |      | إسماعيل عبد الحميد طه    | 30 أغسطس 2018  | 27 نوفمبر 2019 | 1 سنة، 88 يوماً  | |
| 24    |      | جمال نور الدين           | 27 نوفمبر 2019 | 3 يوليو 2024   | 3 سنة، 218 يوماً | |
| 25    |      | علاء عبد المعطي          | 3 يوليو 2024   | الآن           | 1 سنة، 30 يوماً  | |